# 新町敏行
新町 敏行（しんまち としゆき、1943年1月20日 - 2019年12月）は元日本航空代表取締役社長。

## 経歴
神奈川県出身。鎌倉学園高等学校を経て、1965年に学習院大学政経学部卒業。新卒で日本航空に入社。1997年6月に同社の取締役。その後2000年4月に常務取締役、2001年に専務取締役、2002年10月に日本エアシステムの経営統合を実現し持ち株会社日本航空システムの専務取締役に就任。2003年6月に代表取締役副社長を経て2004年6月から代表取締役社長に就任。統合後の経営基盤固めに努めるも運航トラブルが相次いだ責任を取り、2006年6月に会長に退く。2008年3月退任退職する。